# Tamba ochreistriga
Tamba ochreistriga är en fjärilsart som beskrevs av Bethune-Baker 1906. Tamba ochreistriga ingår i släktet Tamba och familjen nattflyn. Inga underarter finns listade i Catalogue of Life.